# كيانا توم
كيانا توم (بالإنجليزية: Kiana Tom)‏ هي عارضة وممثلة أمريكية، ولدت في 14 مارس 1965 في ماوي في الولايات المتحدة.

## وصلات خارجية
- الموقع الرسمي
- كيانا توم على موقع IMDb (الإنجليزية)
- كيانا توم على موقع قاعدة بيانات الفيلم (الإنجليزية)